# 石萊明
石 萊明（ソク・ネミョン、朝鮮語: 석래명、1936年5月19日 - 2003年5月20日）は、大韓民国の映画監督。

## 生涯
日本統治時代の京城に生まれ、景福高等学校を経て高麗大学校卒業。
1971年にチェ・ムニョンとムン・ヒ主演のドラマ『憎くてもこんにちは』でデビューし、1976年制作の『高校ヤルゲ』で青春映画の爆発的な流行を導いた。1977年に『高校コグリ君チャンダリ君』を、同年に『ヤルゲ行進曲』、『女子高校ヤルゲ』を演出した。1990年に『独り立ちするその日に』、1995年に『泥棒と詩人』の制作を担当した。
肝癌により64歳で死去した。

## 作品
- Until Next Time (1972)
- Yalkae, a Joker in High School (1977)
- K&J (1977)
- Mischief's Marching Song (1977)
- Prankster of Girl's High School (1977)
- Our High School Days (1978)
- Energy Teacher (1978)
- The Twelve Boarders (1979)
- Under an Umbrella (1979)
- The House Where Sun Rises (1980)
- Don Quixote on Asphalt (1988)
- My Love, Don Quixote (1989)
- Day of Standing Alone (1990)